# Isthme de Suez
Pour les articles homonymes, voir Suez.
L'isthme de Suez, en arabe برزخ السويس, est un isthme d'Égypte qui relie l'Afrique à l'Asie, plus précisément au Sinaï, en séparant la mer Rouge de la mer Méditerranée. Son nom est tiré de la ville de Suez, établie au bord de la mer Rouge.

## Géographie
L'isthme de Suez est marqué par trois seuils : le seuil d'El Guisr entre le delta du Nil et le lac Timsah, le seuil du Serapeum entre le lac Timsah et le Grand Lac Amer et le seuil de Shaloof entre le Petit Lac Amer et le golfe de Suez.

## Histoire
Depuis 1869, il est traversé par le canal de Suez qui permet de relier les deux mers. Cette voie navigable lui confère ainsi une frontière nette entre les deux continents, faisant de l'Afrique un continent à part entière, indépendant de l'Eurasie d'un point de vue géographique. Cependant, d'un point de vue historique et culturel, le canal n'a jamais créé de scission nette entre l'Afrique du Nord et le Proche-Orient.